# Zoel García de Galdeano
Zoel García de Galdeano y Yanguas (Pamplona, 5 de julio de 1846 - Zaragoza, 28 de marzo de 1924), fue un matemático español, nieto de José Yanguas y Miranda. Para su discípulo Julio Rey Pastor, fue «apóstol de la matemática moderna».

## Biografía
Su padre, militar, murió en acción de guerra dejándolo huérfano. Su abuelo materno, el gran historiador José Yanguas y Miranda (1782-1863), se ocupó de su instrucción. Obtuvo sucesivamente los títulos de perito agrimensor, maestro superior, licenciado en Filosofía y Letras y licenciado en Ciencias Exactas. Este último, en 1871, en la Facultad Libre de Ciencias de Zaragoza, centro al que se incorporó el curso siguiente como profesor auxiliar de cálculo infinitesimal y en el que consiguió el grado de doctor. En 1872 fundó, con otros profesores, el Instituto Libre de Calahorra, donde estuvo hasta 1875. Y, tras haber sido catedrático de Matemáticas en los Institutos de Secundaria de Logroño (1875-1876), Ciudad Real (1881-1882), Almería (1882) y Toledo (1883-1889), trabajos que simultaneó con otro en el Ministerio de la Gobernación en Madrid (1876-1881), en 1889 ganó la cátedra de Geometría Analítica de la Facultad de Ciencias de la Universidad de Zaragoza, pasando años después a desempeñar la de Cálculo Infinitesimal desde 1896 hasta su jubilación en 1918, momento en que fue nombrado catedrático honorario de la citada universidad. Fue el primer presidente de la Real Academia de Ciencias de Zaragoza, durando su mandato desde 1916 hasta 1922. Falleció en Zaragoza en 1924.

## Trabajos

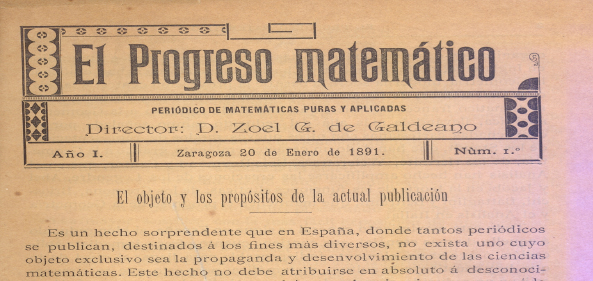
Cabecera del primer número de la revista El Progreso Matemático.

Fue autor de casi dos centenares de publicaciones entre libros y artículos, en su mayor parte de carácter didáctico y divulgativo, y tratados de matemáticas. Presentó comunicaciones a los dos primeros congresos internacionales de matemáticos. En el célebre II Congreso Internacional de Matemáticos, celebrado en París (1900), aquel en el que David Hilbert dictó los famosos 23 problemas abiertos del momento, que de una u otra forma marcó el desarrollo matemático de todo el siglo, asistieron cuatro matemáticos españoles: Zoel García de Galdeano, José Rius, Leonardo Torres Quevedo y, supuestamente, Antonio Torner Carbó, pero este benemérito matemático ya había fallecido en 1883. Zoel participaría también en otros Congresos Internacionales de Matemáticas: los de Zürich (1897), Heidelberg (1904), Roma (1908), Cambridge (1912) y, finalmente, Estrasburgo (1920), a sus 74 años. En Roma fue nombrado delegado español en la Comisión Internacional de la Enseñanza de las Matemáticas (ICMI), presidida por Felix Klein. Esta comisión, nacida con el fin de coordinar internacionalmente los estudios de matemáticas, dio lugar en 1920 a la Unión Matemática Internacional (IMU). En Cambridge, figuró como miembro del Comité Internacional del Congreso, siendo el primer español con este honor junto a matemáticos de la talla de Vito Volterra, Charles Émile Picard, Gösta Mittag-Leffler o el mismo Hilbert, entre otros. También participó en julio de 1899 en el Congreso Internacional sobre Bibliografía de las Ciencias Matemáticas, donde se le nombró miembro de la Comisión Permanente del Repertorio Bibliográfico, comisión que, presidida por Henri Poincaré, tenía como principal objetivo elaborar un catálogo bibliográfico preciso de matemáticas. Posiblemente, fue así como el español se incluyó en la lista oficial de los idiomas admitidos por la comisión.
Desarrolló una labor de excepcional importancia por elevar el bajo nivel matemático en la España de su época, estableciendo relaciones con matemáticos europeos, siendo algunos de ellos de gran renombre, e introduciendo las Matemáticas más recientes en España (teoría de conjuntos de Cantor, geometría algebraica, teoría de funciones de variable compleja, integral de Lebesgue). Fue uno de los primeros matemáticos españoles en participar en congresos internacionales, tanto de Matemáticas como de Bibliografía Matemática y de Enseñanza de las Matemáticas, y en ser directivo de instituciones internacionales como 
la Commission Permanente du Répertoire Bibliographique des Sciences Mathématiques (presidida por Henri Poincaré) o el Comité de Patronage de L’Enseignement Mathématique. 
En 1891 fundó El Progreso Matemático, primera revista científica española dedicada exclusivamente a las Matemáticas. En 1914, conjuntamente con el también matemático José Rius y Casas, propuso a la Facultad de Ciencias de Zaragoza la creación de la  Real Academia de Ciencias Exactas, Físicas, Químicas y Naturales; una vez fundada, fue miembro de su primera junta directiva y a partir de 1916, presidente de la misma. En ese mismo año fue elegido presidente de la Sociedad Matemática Española, la actual Real Sociedad Matemática Española. 
Es autor de un ingente número de obras. Entre ellas, amén de numerosas colaboraciones para diversos congresos y ponencias, El álgebra históricamente y críticamente considerada (1879); Geometría elemental (1882); distintos tratados de Álgebra y Geometría; y la magna obra Tratado de análisis o Nueva Enciclopedia; Exposición sumaria de las teorías matemáticas (1907), así como obras sobre enseñanza de la matemática y numerosos estudios especializados.
Su decidido apoyo a las matemáticas no se limitó a los aspectos intelectuales: costeó a sus expensas la publicación de algunos números de El Progreso Matemático y de la Revista de la Academia de Ciencias de Zaragoza, donó su extensa biblioteca particular a la Facultad de Ciencias de Zaragoza. Explicó varios cursos en el Ateneo de Madrid. Fue miembro no solo de la Academia de Ciencias de Madrid, sino de otras instituciones y organismos nacionales y extranjeros, y en su testamento dejó un legado para establecer un premio anual para alumnos distinguidos de la sección de Matemáticas.